# 幌別郡
- 令制国一覧 > 北海道 (令制) > 胆振国 > 幌別郡
- 日本 > 北海道 > 胆振支庁 > 幌別郡

北海道幌別郡の位置(濃桃:明治期)

幌別郡（ほろべつぐん）は、北海道（胆振国）胆振支庁にあった郡。

## 郡域
1879年（明治12年）に行政区画として発足した当時の郡域は、現在の登別市にあたる。

## 歴史

### 郡発足までの沿革
登別にある刈田神社の歴史は古く、由緒では平安朝のころまで遡ると言われ、当時この地を往来する和人が地元人とともに衣食住の守護神として保食神を奉斎したと伝わる。
江戸時代の幌別郡域は東蝦夷地に属し、松前藩によってホロベツ場所が開かれていた。郡域内の登別温泉は古くから知られ、最上徳内の『蝦夷草紙』にも記されている。陸上交通は、渡島国の箱館を基点とし道東や千島国方面に至る陸路（札幌本道や国道36号の前身）が東西に通じていた。
江戸時代後期、国防のため寛政11年幌別郡域は天領とされたが、文政4年には一旦松前藩領に復したものの、安政2年再び天領となり南部藩が警固をおこなった。安政4年には近江商人･岡田半兵衛が登別温泉までの道路を開削し、翌5年には滝本金蔵が第一滝本館の前身の温泉宿を建てている。安政6年の6藩分領以降、幌別郡は南部藩領となっていた。戊辰戦争（箱館戦争）終結直後の1869年8月15日、大宝律令の国郡里制を踏襲して幌別郡が置かれた。

### 郡発足以降の沿革
- 明治2年

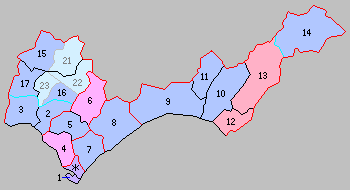
北海道一・二級町村制施行時の幌別郡の町村（7.幌別村 青：区域が発足時と同じ町村）

  - 8月15日（1869年9月20日） - 北海道で国郡里制が施行され、胆振国および幌別郡が設置される。開拓使が管轄。
  - 9月12日（1869年10月16日） - 戊辰戦争で大きく領地を減らした仙台伊達家の重臣片倉邦憲が明治政府に嘆願し片倉氏の領地となる（北海道の分領支配）。
- 明治3年（1870年）7月 - 片倉家の第一陣として、黒澤源一郎友清・桐軍治・榛澤蔵松・杉山与一郎らによって鷲別の開拓がはじまる。
- 明治4年8月20日（1871年10月4日） - 廃藩置県により再び開拓使の管轄となる。
- 明治5年
  - 4月9日（1872年5月15日） - 全国一律に戸長・副戸長を設置（大区小区制）。
  - 10月10日（1872年11月10日） - 4月に設置された区を大区と改称し、その下に旧来の町村をいくつかまとめて小区を設置（大区小区制）。
- 明治9年（1876年）9月 - 従来開拓使において随意定めた大小区画を廃し、新たに全道を30の大区に分ち、大区の下に166の小区を設けた。

- 第21大区
  - 1小区 ： 鷲別村、富岸村
  - 2小区 ： 幌別村、蘭法華村、登別村

- 明治12年（1879年）7月23日 - 郡区町村編制法の北海道での施行により、行政区画としての幌別郡が発足。
- 明治13年（1880年）3月 - 室蘭郡外三郡役所（室蘭虻田有珠幌別郡役所）の管轄となる。同年富岸村が幌別村、蘭法華村が登別村のそれぞれ一部となる。
- 明治15年（1882年）2月8日 - 廃使置県により札幌県の管轄となる。
- 明治19年（1886年）1月26日 - 廃県置庁により北海道庁幌別勇払白老郡役所）の管轄となる。
- 明治30年（1897年）11月5日 - 郡役所が廃止され、室蘭支庁の管轄となる。
- 大正8年（1919年）4月1日 - 北海道二級町村制の施行に伴い、幌別村、鷲別村、登別村の区域をもって幌別村（二級村）が成立する。
- 大正11年（1922年）8月1日 - 室蘭支庁が改称して胆振支庁となる。
- 昭和18年（1943年）6月1日 - 北海道一・二級町村制が廃止され、北海道で町村制を施行。二級町村は指定町村となる。
- 昭和21年（1946年）10月5日 - 指定町村を廃止。
- 昭和22年（1947年）5月3日 - 地方自治法の施行により北海道胆振支庁の管轄となる。
- 昭和26年（1951年）4月1日 - 幌別村が町制施行して幌別町となる。
- 昭和36年（1961年）4月1日 - 幌別町が改称して登別町となる。
- 昭和45年（1970年）8月1日 - 登別町が市制施行して登別市となる。同日幌別郡消滅。